# Diedenshausen (Adelsgeschlecht)

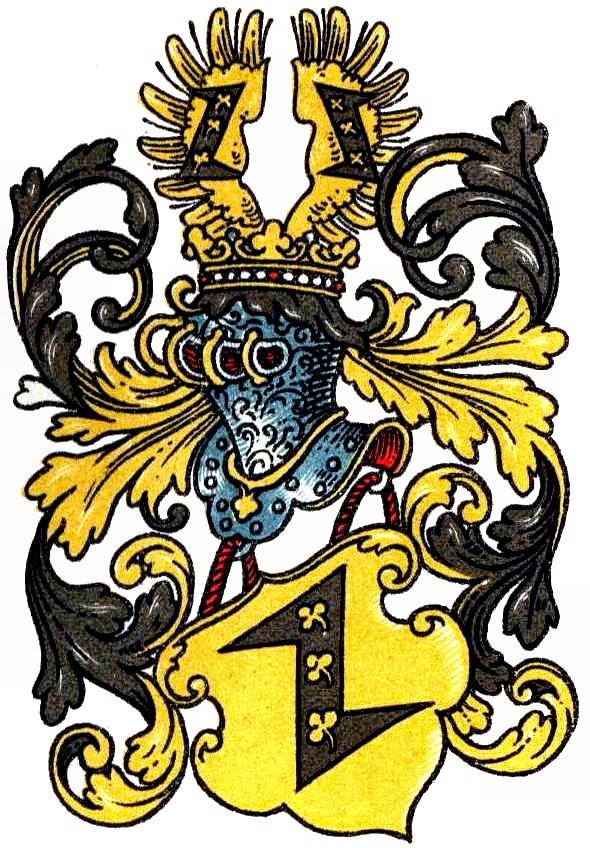
Stammwappen derer von Diedenshausen im Wappenbuch des Westfälischen Adels

Diedenshausen (auch: Dedenshusen o. ä.) ist der Name eines westfälisch-hessischen Adelsgeschlechts.

## Geschichte
Stammsitz des Geschlechts war Burg Diedenshausen, eine um 1150 errichtete, heute abgegangene mittelalterliche Spornburg im jetzigen Ortsteil Diedenshausen der Stadt Bad Berleburg im Kreis Siegen-Wittgenstein in Nordrhein-Westfalen.
Urkundlich erstmals erscheint die Familie 1194 mit Ritter Godebert von Diedenshausen, der als Zeuge in einer Mainzer Urkunde auftritt. 1274 tritt ein Nachfahre Godeberts, Gerlach von Diedenshausen, in den Deutschen Orden ein. 1308 schenkten die Herren von Diedenshausen dem Deutschen Orden zu Marburg einen Hof in Reddighausen und einen Hof in Oberallendorf. 1329 kamen Conrad und Gottfried von Diedenshausen in den Besitz der Hälfte der Vogtei und des Gerichts Bromskirchen. Ferner hatte die Familie bis 1395 Besitz u. a. in Sassenhausen, Alertshausen, Borhausen, Breidenbach, Bubenhausen (Bad Berleburg), Eckenfeld, Elbrighausen, Elkeringhausen, Hadebirshausen, Heilgershausen, Homertshausen (Bad Berleburg) und Hopperghausen. Darüber hinaus waren die Herren von Diedenshausen auch Burgmänner zu Battenberg und Hallenberg.
Das Geschlecht starb mit dem Tod von Gerlach von Diedenshausen im Jahr 1440 im Mannesstamm aus. Um diese Zeit vermehrten die Herren von Dersch ihr Wappen mit dem Wappen derer von Diedenshausen. 
Jutta von Diedenshausen war eine Schwester Gerlachs von Diedenshausen und eine verwitwete von Breidenbach. Seitens von den von Diedenshausen erblich zugefallene Güter zu Wiesenbach und Breidenbach wurden urkundlich am 20. Mai 1395 dem Gerlach von Breidenbach abgetreten. Spätestens kurz vor 1605 hatten auch die Breidenbach ihr Wappen mit dem der ausgestorbenen von Diedenshausen vereint, wie in Johann Siebmachers Wappenbuch von 1605 zu sehen. Aber auch schon früher wurde das Wappen derer von Diedenshausen mit dem derer von Breidenbach in einem Siegel dargestellt: nämlich im Siegel der Margarete von Breidenbach geb. von Diedenshausen, der Mutter des Hospitalstifters zu Biedenkopf. Es zeigt die Siegelführerin frontal in Ganzfigur stehend, rechts das Wappen ihrer Herkunftsfamilie von Diedenshausen und links das ihres Ehemannes haltend.  Die von Breidenbach waren im 13. und 14. Jahrhundert unter anderen neben den Landgrafen von Hessen, den Grafen von Wittgenstein und denen von Nassau sowie den von Diedenshausen und den von Hohenfels im Breidenbacher Grund begütert.

## Wappen
Blasonierung im Wappenbuch des Westfälischen Adels: In Gold eine schwarze schrägliegende Wolfsangel mit drei goldenen Kleeblättern belegt. Auf dem gekrönten Helm ein offener goldener Flug mit der Wolfsangel belegt. Die Helmdecken sind schwarz-golden.

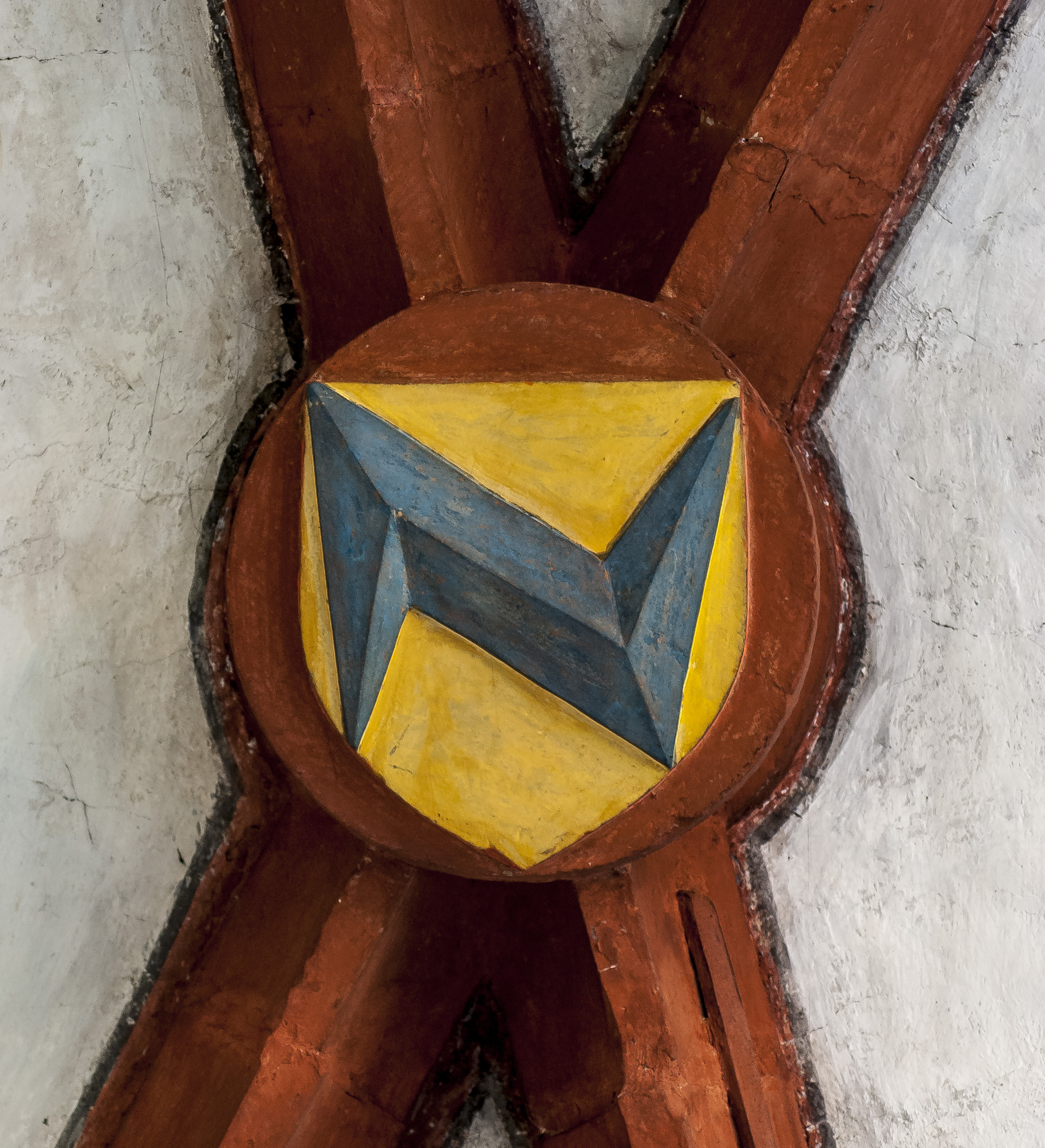
Wappen derer von Diedenshausen in der Hospitalkirche in Biedenkopf
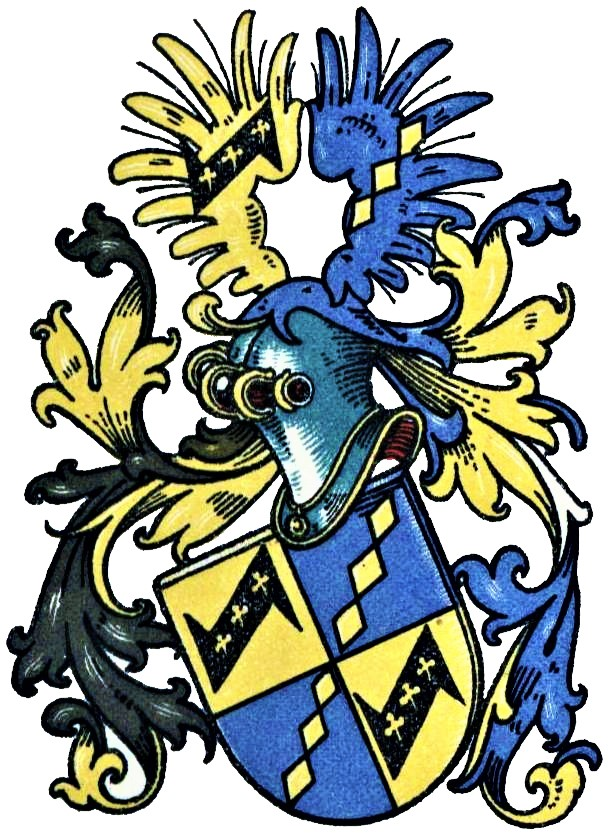
Um das Wappen derer von Diedenshausen vermehrtes Wappen derer von Dersch
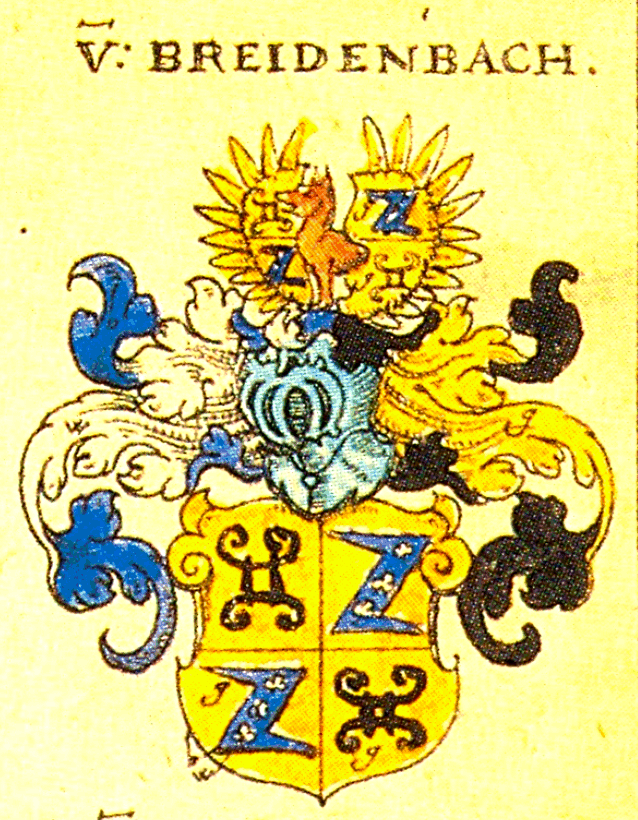
Um das Wappen derer von Diedenshausen vermehrtes Wappen derer von Breidenbach in Siebmachers Wappenbuch von 1605